# اوزوبوسک
اوزوبوسک (به فرانسوی: Auzebosc) یک کمون در فرانسه است که در سن-ماریتیم واقع شده‌است. اوزوبوسک ۴٫۷۶ کیلومتر مربع مساحت دارد ۱۳۵ متر بالاتر از سطح دریا واقع شده‌است.